# Świat się śmieje
Świat się śmieje (ros. Весёлые ребята, dosł. Wesołe chłopaki) – radziecka czarno-biała komedia muzyczna w reżyserii Grigorija Aleksandrowa z 1934 roku. Musical z piosenkami Izaaka Dunajewskiego. Film wzorowany był na amerykańskich burleskach. Jest to pierwsza komedia muzyczna w ZSRR. Film został poddany koloryzacji.

## Fabuła
Ekscentryczna komedia przedstawiająca dzieje miłości i kariery artystycznej wiejskiego pastucha Kostii oraz służącej Aniuty.
Zrytmizowana akcja, melodie Dunajewskiego, dowcipne gagi oraz gra aktorska zapoczątkowały nowy rodzaj twórczości filmowej w ZSRR – komedię muzyczną.

## Obsada
- Lubow Orłowa jako Aniuta
- Leonid Utiosow jako Kostia Potiechin
- Maria Striełkowa jako Jelena
- Jelena Tiapkina jako matka Jeleny
- Robert Erdman jako nauczyciel muzyki
- Arnold Arnold jako muzyk
- Emmanuil Geller jako widz